# Nước sốt Polonaise
Nước sốt Polonaise (tiếng Pháp: Sauce à la polonaise, hay nước sốt Ba Lan), trong tiếng Anh còn được gọi là garnish phong cách Ba Lan, là một loại nước sốt không có thịt, dùng để trang trí món ăn, có nguồn gốc từ Ba Lan và rất phổ biến ở Pháp vào thế kỷ XVIII. Nước sốt được làm từ bơ tan chảy, trứng luộc xắt nhỏ, vụn bánh mì, muối, nước chanh và các loại thảo mộc như cỏ xạ hương, húng tây và rau mùi tây. Đổ nước sốt lên trên các loại rau luộc, đặc biệt là súp lơ, măng tây, đậu sáp và bông cải xanh. Không nên nhầm lẫn với nước sốt velouté à la polonaise hoặc Bolognese.
Nữ hoàng Pháp gốc Ba Lan, Marie Leszczynska, vợ của vua Louis XV đã giới thiệu nước sốt này đến nền ẩm thực pháp. Bên cạnh điệu nhảy Ba Lan, giường (lit à la polonaise) và váy (robe à la polonaise) rất phổ biến tại Versailles, nước sốt là một trong những di sản văn hóa của Ba Lan ở Pháp và trên toàn thế giới.
Đầu bếp nắm rõ các công thức bí mật để tạo nên hương vị sốt Polonaise cho riêng mình. Nguyên liệu cũng phụ thuộc vào mục đích tạp hương liệu. Có thể cho thêm cải ngựa, kem chua, sữa chua hoặc kefir.